# Дієцезія
Дієце́зія (пол. diecezja), або діоце́зія (лат. dioecesis; від грец. διοίκησις — «управління») — церковна адміністративно-територіальна одиниця під керівництвом єпископа в римо-католицькій, англіканській, шведській церквах. Аналог єпархії у східних християнських церквах. Також — єпископство (від лат. Episcopatus), єпископський престол (від лат. Episcopalis sedes).

## Класифікація
- Архієпископство — діоцезія, що очолюється архієпископом; архідієцезія.

## Списки
- Діоцезії Англіканської церкви
- Діоцезії Католицької церкви
- Діоцезії Шведської церкви